# Englerup
Englerup is een plaats in de Deense regio Seeland, gemeente Lejre, en telt 311 inwoners (2008).